# Stapleford Tawney
Stapleford Tawney är en by och en civil parish i Epping Forest i Essex i England. Orten har 103 invånare (2001). Byn nämndes i Domedagsboken (Domesday Book) år 1086, och kallades då Stapleforda / -fort.